# Archibald Cochrane
Archibald Douglas Cochrane (8 de enero de 1885 – 16 de abril de 1958) fue un médico y político escocés, miembro del partido Unionista ante el parlamento para la región de Fife del este desde 1924 hasta 1929 y gobernador de Birmania desde 1936 hasta 1941, poco antes de que el Reino Unido le cediera su independencia.
- Datos: Q4786278